# Hodori
Hodori foi a mascote dos Jogos Olímpicos de Verão de 1988 representando a coreia do sul disputados em Seul, Coreia do Sul. Hodori e um tigre que levava no peito um colar de anéis Olímpicos 